# تصوير (إسلام)
حكم التصوير في الإسلام، يُقصد به موقف الإسلام من تصوير الأشكال المُجسمة وما لها ظل، وجاءت عدة أحاديث نبوية تحرم تصوير كل ذي روحٍ، سواء أكان إنساناً أو غير ذلك.
واِتفق علماء الفقه الإسلامي على تحريم تصوير التماثيل والأصنام والأوثان والأشكال المُجسمة ذات الظل، والتي تدخل ضمن ذوات الأرواح، واستثنوا من ذلك ما يلهو به الطفل كالعرائس وغيرها، كما أجازوا تصوير غير ذوات الأرواح كالجبال والأنهار والشمس والقمر والأشجار. 
أما التصوير الحديث كالتصوير الفوتوغرافي أو بآلات التصوير فاختلفوا فيه، فمنهم من أجازه مثل ابن عثيمين، ومنهم من توقف فيه وأسقط عليه الحكم السابق مثل ابن باز، ومنهم من وضع له شروطاً مثل دار الإفتاء الأردنية.

## مفهوم التصوير
الصور في اللغة: جاء في المعجم الوسيط: "جعل له صورة مجسمة، وفي القرآن: ﴿هُوَ الَّذِي يُصَوِّرُكُمْ فِي الْأَرْحَامِ كَيْفَ يَشَاءُ لَا إِلَهَ إِلَّا هُوَ الْعَزِيزُ الْحَكِيمُ ۝٦﴾ [آل عمران]، وكذلك يطلق على الشيء أو الشخص إذا كان رسمه على الورق، أو الحائط، ونحوها، بالقلم، أو الفرجون، أو بآلة التصوير".
التصوير اصطلاحًا: نقل شكل وهيئته بواسطة الرسم أو الالتقاط بالآلة أو النحت، وإثبات هذا الشكل على لوحةٍ أو ورقةٍ أو تمثالٍ.

## التصوير في القرآن والسنة
جاءت الآيات والأحاديث النبوية تقرّ بأن تصوير الخلق هو من أفعال الله وحده، ومن أسماء الله «المصوّر»، وأن الله قد اختص بتصوير خلقه وإبداعهم على أحسن صورةٍ: ﴿هُوَ اللَّهُ الْخَالِقُ الْبَارِئُ الْمُصَوِّرُ لَهُ الْأَسْمَاءُ الْحُسْنَى يُسَبِّحُ لَهُ مَا فِي السَّمَاوَاتِ وَالْأَرْضِ وَهُوَ الْعَزِيزُ الْحَكِيمُ ۝٢٤﴾ [ الحشر:24]، وقوله الله: ﴿يَا أَيُّهَا الْإِنْسَانُ مَا غَرَّكَ بِرَبِّكَ الْكَرِيمِ ۝٦ الَّذِي خَلَقَكَ فَسَوَّاكَ فَعَدَلَكَ ۝٧ فِي أَيِّ صُورَةٍ مَا شَاءَ رَكَّبَكَ ۝٨﴾ [الانفطار].
وتصويرنا الذي امتن الله به علينا به يتمُّ على وجهين:
الأول: تصوير أبينا آدم عليه السلام، فقد خلقه الله بيده، وصوره، ثم نفخ فيه الروح، وأسجد له ملائكته.
والتصوير الثاني: لبني آدم وهو الذي تم في الأرحام: ﴿هُوَ الَّذِي يُصَوِّرُكُمْ فِي الْأَرْحَامِ كَيْفَ يَشَاءُ لَا إِلَهَ إِلَّا هُوَ الْعَزِيزُ الْحَكِيمُ ۝٦﴾ [ آل عمران:6]. وقد أمرت الشريعة الإسلامية بكسر الأصنام والتماثيل وطمسها، ومما يدل على ذلك، ما جاء عن عبد الله بن مسعود قال: دخل النبي مكة وحول الكعبة ثلاث مائة وستون نُصُب فجعل يطعنها بعودٍ في يده وجعل يقول: ﴿وَقُلْ جَاءَ الْحَقُّ وَزَهَقَ الْبَاطِلُ إِنَّ الْبَاطِلَ كَانَ زَهُوقًا ۝٨١﴾ [ الإسراء:81].
وعن أبي الهياج الأسدي قال: قال لي علي بن أبي طالب: ألا أبعثك على ما بعثني عليه رسول الله أن لا تدع تمثالًا إلا طمسته، ولا قبرًا مشرفًا إلا سويته، وفي روايةٍ ولا صورةٍ إلا طمستها. وجاء عن أبي زرعة، قال: دخلت مع أبي هريرة في دار مروان فرأى فيها تصاوير، فقال: سمعت رسول الله يقول: ((قال الله عز وجل: ومن أظلم ممن ذهب يخلق خلقًا كخلقي؟ فليخلقوا ذرةً، أو ليخلقوا حبةً، أو ليخلقوا شعيرةً))، قال الخطابي: «إنما عظمت عقوبة المصور لأن الصور كانت تعبد من دون الله، ولأن النظر إليها يفتن بعض النفوس إليها».

## حكم التصوير وأنواعه
حكم التصوير يختلف باختلاف قصد صانعها، وكذلك باعتبار الشيء الذي صوّره، مما احتاج إلى بيان ذلك بشيءٍ من الإيضاح.
أولا: باعتبار اعتقاد المصوِّر صانع الصورة، وهو على حالين:
الحال الأول: من صنع الصورة يقصد مضاهاة خلق الله ومحاكاته في فعله، فهذا شركٌ أكبرٌ، وكفرٌ مخرجٌ من الملة؛ كما بين ذلك أهل العلم كالنووي على شرح مسلم، وابن حجر في فتح الباري، والطيبي في شرح المشكاة، والقاري في مرقاة المفاتيح.
ويدل على هذا: ما جاء عن مسلم، قال: كنا مع مسروقٍ، في دار يسار بن نمير، فرأى في صفته تماثيل، فقال: سمعت عبد الله، قال: سمعت النبي يقول: ((إن أشد الناس عذابًا عند الله يوم القيامة المصورون)).
ويدخل في هذا الحكم كذلك من صنع الصورة لكن قصد بتصويرها أن تعبد من دون الله، كأن يصوّر لأهل البوذية صورة بوذا، أو يصوّر للنصارى المسيح، أو يصوّر أم المسيح ونحو ذلك، فتصوير وثنًا يعبد من دون الله، وهو يعلم أنه يعبد، فهذا شركٌ أكبٌر وكفرٌ بالله.
قال ابن رجب في فتح الباري: «فتصوير الصور على مثل صور الأنبياء والصالحين؛ للتبرك بها والاستشفاع بها محرمٌ في دين الإسلام، وهو من جنس عبادة الأوثان».
الحال الثاني: أن لا يقصد المضاهاة ولا العبادة؛ وإنما صنعها من باب العبث أو التجارة أو الهواية، كأن يصنع من طينٍ أو من الخشب أو من الأحجار شيئًا على صورة حيوان، وليس قصده أن يضاهي خلق الله، بل قصده العبث؛ فهذا محرمٌ، وكبيرةٌ من الكبائر.
قال ابن رجب: «وتصوير الصور للتآنس برؤيتها أو للتنزه بذلك والتلهي محرمٌ، وهو من الكبائر».
قال النووي في شرح مسلم: «قال أصحابنا وغيرهم من العلماء: تصوير صورة الحيوان حرامٌ شديد التحريم، وهو من الكبائر؛ لأنه متوعدٌ عليه بهذا الوعيد الشديد المذكور في الأحاديث، وسواء صنعه بما يمتهن أو بغيره؛ فصنعته حرامٌ بكل حالٍ؛ لأن فيه مضاهاةٌ لخلق الله، وسواء ما كان في ثوبٍ أو بساطٍ أو درهمٍ أو دينارٍ أو فلسٍ أو إناءٍ أو حائطٍ أو غيرها».
ثانيا: باعتبار المصوَّر وهو الشيء الذي تمَّ تصويره، وهو على أحوال:
1.إذا كان المصوَّر تمثالًا مجسمًا، من ذوات الأرواح، فهذا محرمٌ بالإجماع. قال ابن العربي المالكي: «حاصل ما في اتخاذ الصور أنها إن كانت ذوات أجسامٍ حرم بالإجماع». وقال ابن عطيه: «ما أحفظ من أئمة العلم من يجوزه».
2.إذا كان المصور تمثالا مجسما من غير ذوات الأرواح كالأشجار والجبال، فهذا جائزٌ صناعته عند جماهير العلماء، لما جاء عن سعيد بن أبي الحسن، قال: كنت عند ابن عباس، إذ أتاه رجلٌ فقال: يا أبا عباس، إني إنسانٌ إنما معيشتي من صنعة يدي، وإني أصنع هذه التصاوير، فقال ابن عباس: لا أحدثك إلا ما سمعت رسول الله يقول: سمعته يقول: ((من صوّر صورةً، فإن الله معذّبه حتى ينفخ فيها الروح، وليس بنافخٍ فيها أبدًا))، فربا الرجل ربوةً شديدةً، واصفرّ وجهه، فقال: ويحك، إن أبيت إلا أن تصنع، فعليك بهذا الشجر، كل شيءٍ ليس فيه روحٌ. ولقول جبريل للنبي: «فمر برأس التمثال فيقطع فيصير كهيئة الشجرة».
3.إذا كان المصور مرسومًا باليد مما له روح، فالجمهور على تحريمه؛ لعموم الأدلة المانعة من التصوير.
4.إذا كان المصور مرسومًا باليد مما ليس له روح، فهذا لابأس به ولاحرج، عند جمهور أهل العلم. سواء صنعه الآدمي، كأن يصور الإنسان سيارةً أو طيارةً، لأنه إذا جاز صناعته جاز تصويره، فصنع الأصل جائزٌ، فالصورة التي هي فرع من باب أولى. أو صورٌ مما لم يصنعه الآدمي وإنما خلقه الله، كأن يرسم شجرةً أو جبلًا، لقول ابن عباس للرجل الذي أرد أن يصنع صور: إن أبيت إلا أن تصنع، فعليك بهذا الشجر، كل شيءٍ ليس فيه روحٌ، ولقول جبريل للنبي: «فمر برأس التمثال، فيقطع، فيصير كهيئة الشجرة».
5.إذا كان المصوَّر لعبة طفل مجسمة، فهي على نوعين:
أ‌-إذا كانت اللعبة من العهن والرقاع، فذهب الجمهور إلى جوازها؛ سواء أكانت اللعب على هيئة تمثال إنسانٍ أو حيوانٍ، فإن صنعها جائزٌ، وكذلك بيعها وشراؤها، لحديث عائشة قالت: كنت ألعب بالبنات عند النبي، وكان لي صواحب يلعبن معي، وكان رسول الله إذا دخل يتقمعن منه فيسربهن إلى فيلعبن معي. وجاء عند أبي داوود وصححه الألباني عن عائشة، قالت: قدم رسول الله من غزوة تبوك، أو خيبر وفي سهوتها ستر، فهبت ريحٌ فكشفت ناحية الستر عن بنات لعائشة لعب، فقال: ((ما هذا يا عائشة؟)) قالت: بناتي، ورأى بينهن فرسًا له جناحان من رقاع، فقال: ((ما هذا الذي أرى وسطهن؟))، قالت: فرسٌ، قال: ((وما هذا الذي عليه؟)) قالت: جناحان، قال: ((فرس له جناحان؟)) قالت: أما سمعت أن لسليمان خيلًا لها أجنحة؟ قالت: فضحك حتى رأيت نواجذه.
ب‌-إذا كانت اللعبة مصنوعة من البلاستيك، فذهب بعض العلماء المعاصرين لتحريمها، وذلك لشدة مشابهتها لخلق الله من حيث الظاهر، فهي تماثل جسم الإنسان أو الحيوان تمامًا، وذهب الشيخ عبد الرحمن عبد الخالق والشيخ يوسف القرضاوي إلى جوازها؛ قياسًا على اللعب التي من جنس لعب عائشة.
6.إذا كان المصور بآلات التصوير الحديثة، فذهب إلى تحريمه محمد ابن براهيم، وابن باز، والألباني، واللجنة الدائمة للإفتاء بالسعودية؛ لأنه لا يخرج عن كونه تصويرًا لغةً ولا عرفًا، وذهب إلى جوازه ابن عثيمين، والشيخ عبد الرحمن عبد الخالقوسيد سابق، لأنه ليس تصويرًا بالمعنى الذي جاءت النصوص بتحريمه؛ لأن التصوير المحرم فيه فعل للإنسان في تشكيله وتخطيطه بخلاف التصوير بآلات التصوير الحديثة.

## علل تحريم الصور
1. علة المضاهاة
فمن صوّر شيئًا من ذوات الأرواح فقد وقع في المضاهاة لخلق الله، وهي تشبيه فعل المخلوق بفعل الخالق سبحانه، لأن في التصوير خلقًا وإبداعًا، فيكون المصوّر مشاركًا لله في ذلك الخلق والإبداع، وهذا من الإشراك بتوحيد الأسماء والصفات، وبهذه العلة علل كل من الحنفية والشافعية ويدل على هذا: قول عائشة تقول: دخل عليّ رسول الله وقد سترت سهوة لي بقرام فيه تماثيل، فلما رآه هتكه وتلون وجهه وقال: ((يا عائشة أشد الناس عذابًا عند الله يوم القيامة، الذين يضاهون بخلق الله)) قالت عائشة: فقطعناه فجعلنا منه وسادةً أو وسادتين.
2. وسيلةٌ إلى الغلو فيها من دون الله:
ففي تصوير ذوات الأرواح وسيلةً إلى الغلو فيها من دون الله، وربما جرّ ذلك إلى عبادة تلك الصور وتعظيمها والسجود والركوع لها، لاسيما إن كانت الصورة لمن يحبهم الناس ويعظمونهم، سواء كان ذلك تعظيم علمٍ وديانةٍ، أو تعظيم سلطانٍ ورئاسةٍ، أو تعظيم صداقةٍ وقربةٍ، ولهذا كان شرك قوم نوح وغيرها من الأمم بسبب هذا الصنف من الصور.
وجماهير العلماء على أن التعليل بهذه العلة باقيةٌ ومستمرةٌ مادامت السموات والأرض، ويدل على هذا حديث: ابن عباس قال: صارت الأوثان التي كانت في قوم نوحٍ في العرب بَعْدُ أما وَدٌ كانت لكلب بدومة الجندل، وأما سواع كانت لهذيل، وأما يغوث فكانت لمراد، ثم لبني غُطيف بالجوف عند سبأ، وأما يعوق فكانت لهمدان، وأما نَسْر فكانت لحِمير لآل ذي الكَلاَع، أسماء رجال صالحين من قوم نوح، فلما هلكوا أوحى الشيطان إلى قومهم، أن انصبوا إلى مجالسهم التي كانوا يجلسون أنصاباً وسموها بأسمائهم، ففعلوا، فلم تعبد حتى إذا هلك أولئك وتَنَّسخ العلم عُبدت.
3. تشبهًا بفعل المشركين:
في التصوير تشبهًا بفعل من كانوا يصنعون التماثيل ويعبدونها من دون الله، عن عائشة أم المؤمنين، أن أم حبيبة وأم سلمة ذكرتا كنيسةً رأينها بالحبشة فيها تصاوير فذكرتا للنبي فقال: ((إن أولئكِ إذا كان فيهم الرجل الصالح، فمات بنوا على قبره مسجدًا وصوروا فيه تلك الصور، فأولئكِ شرار الخلق عند يوم القيامة)).
4.أذيةٌ لله:
ذكر البغوي في تفسيره وابن كثير أن في التصوير أذيةٌ لله، وأن هذه الآية نزلت في المصورين، {إِنَّ الَّذِينَ يُؤْذُونَ اللَّهَ وَرَسُولَهُ لَعَنَهُمُ اللَّهُ فِي الدُّنْيَا وَالآخِرَةِ وَأَعَدَّ لَهُمْ عَذَابًا مُّهِينًا} [الأحزاب:57].
5. منع دخول الملائكة للمنزل:
رتب النبي وعيدًا على من أدخل في بيته الصور، وهو منع دخول الملائكة لبيته، وذهب إلى هذا التعليل جماهير العلماء منهم الأئمة الأربعة، ويدل على ذلك: إن أبا طلحة قال: سمعت رسول الله يقول: ((لا تدخل الملائكة بيتًا فيه كلبٌ ولا صورة تماثيل)).
وعن عائشة أم المؤمنين أنها أخبرته أنها اشترت نُمرُقة فيها تصاوير فلما رآها رسول الله قام على الباب فلم يدخله فعرفت في وجهه الكراهية فقلت: يا رسول الله أتوب إلى الله وإلى رسوله ماذا أذنبتُ فقال رسول الله: ما بال هذه النُمرقة؟ قلت: اشتريتها لك لتقعد عليها وتوسدها، فقال رسول الله: ((إن أصحاب هذه الصور يوم القيامة يعذبون فيقال لهم أحيوا ما خلقتم))، وقال: ((إن البيت الذي فيه الصور لا تدخله الملائكة)).